# Algot Bergström
Erik Algot Bergström, han kallades även Al Bergström, född 17 april 1910 i Katrineholm, död 8 oktober 1975 i Enskede, var en svensk konstnär.
Bergström studerade vid Berggrens och Grünewalds målarskolor i Stockholm samt privata studier i Paris.
Hans konst består av porträtt, figurer och stilleben samt illustrationsteckningar för bland annat Katrineholms-kuriren. Bergström är representerad vid bland annat Nationalmuseum. Han är gravsatt i minneslunden på Skogskyrkogården i Stockholm.